# Séranvillers-Forenville
Séranvillers-Forenville – miejscowość i gmina we Francji, w regionie Hauts-de-France, w departamencie Nord.
Według danych na rok 1990 gminę zamieszkiwało 327 osób, a gęstość zaludnienia wynosiła 45 osób/km² (wśród 1549 gmin regionu Nord-Pas-de-Calais Séranvillers-Forenville plasuje się na 903. miejscu pod względem liczby ludności, natomiast pod względem powierzchni na miejscu 502.).